# Pajzs-nyelvcsonti izom

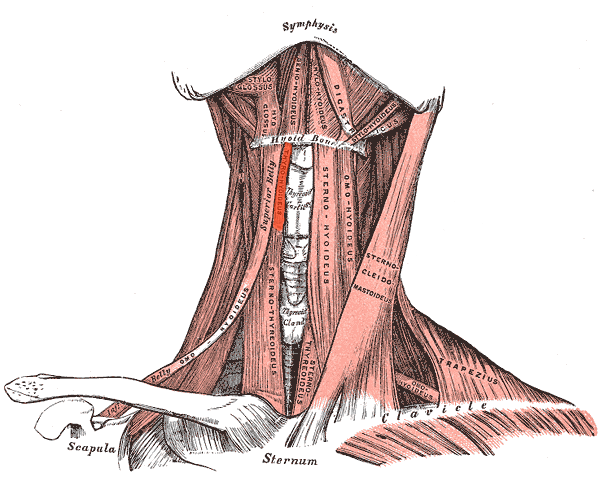
A nyak izmai (a vörös jelöli a thyrohyoideust)

A musculus thyrohyoideus egy apró izom az ember nyakában.

## Eredés, tapadás, elhylezekedés
A cartilago thyroideáról ered és a nyelvcsonton (os hyoideum) tapad.

## Funkció
Süllyeszti a nyelvcsontot. 

## Beidegzés, vérellátás
A radix superior ansae cervicalis és a radix inferior ansae cervicalis idegzik be. Az arteria thyreoidea inferior és a arteria thyreoidea superior látja el vérrel.

## Külső hivatkozások
- Leírás
- Kép Archiválva 2008. október 6-i dátummal a Wayback Machine-ben
- Jó kép
- Definíció